# Pico Rachado Novo
O Pico Rachado Novo é uma elevação portuguesa localizada na ilha Terceira, arquipélago dos Açores.
Este acidente montanhoso encontra-se geograficamente localizado na parte Oeste da ilha Terceira, eleva-se a 586 metros acima do nível do mar e encontra-se intimamente relacionado com a formação geológica dos contrafortes do vulcão da Serra de Santa Bárbara do qual faz parte, fazendo com esta montanha parte da maior formação geológica da ilha Terceira que se eleva a 1021 metros acima do nível do mar, a Serra de Santa Bárbara.